# Kahoku
Kahoku è una città giapponese della prefettura di Ishikawa.